# Нова Весь (гміна Дробін)
Нова Весь (пол. Nowa Wieś) — село в Польщі, у гміні Дробін Плоцького повіту Мазовецького воєводства.
Населення — 140 осіб (2011).
У 1975-1998 роках село належало до Плоцького воєводства.

## Демографія
Демографічна структура станом на 31 березня 2011 року:
|          | Загалом | Допрацездатний вік | Працездатний вік | Постпрацездатний вік |
| -------- | ------- | ------------------ | ---------------- | -------------------- |
| Чоловіки | 69      | 12                 | 45               | 12                   |
| Жінки    | 71      | 15                 | 35               | 21                   |
| Разом    | 140     | 27                 | 80               | 33                   |